# Koprivnica (Slovacchia)
Koprivnica (in ungherese Magyarkapronca, in tedesco Deutschlitten in der Scharosch) è un comune della Slovacchia facente parte del distretto di Bardejov, nella regione di Prešov.

## Storia
Il villaggio viene citato per la prima volta nel 1283 con il nome di Kaproncha quando era il capoluogo dell'omonima Signoria, che si allargava ai villaggi di Buclovany e Stuľany.  Nel XVI secolo appartenne ai Bértóty.